# Остаповка (Лубенский район)
Остаповка (укр. Остапівка) — село,
Остаповский сельский совет,
Лубенский район,
Полтавская область,
Украина.
Код КОАТУУ — 5322885701. Население по переписи 2001 года составляло 454 человека.
Является административным центром Остаповского сельского совета, в который, кроме того, входят сёла
Богодаровка,
Макаровщина и
Степури.

## Географическое положение
Село Остаповка находится у истоков реки Вязовец,
ниже по течению на расстоянии в 1,5 км расположено село Богодаровка.
Рядом проходят автомобильная дорога М-03 и
железная дорога, станция Вилы в 2-х км.

## Экономика
- Птице-товарная ферма.
- «Нива», ООО.
- «Порцелак-Агро», ООО.
- ТОВ "СЕРВІСАГРО-ПОЛТАВА-ПЛЮС".

## Объекты социальной сферы
- Школа І—ІІ ст.
- Дом культуры.